# Episodi di Succession (terza stagione)
La terza stagione della serie televisiva Succession, composta da 9 episodi, è stata trasmessa in prima visione negli Stati Uniti su HBO dal 17 ottobre al 12 dicembre 2021.
In Italia, la stagione è andata in onda in prima visione sul canale satellitare Sky Atlantic dal 29 novembre al 20 dicembre 2021.
| nº | Titolo originale          | Titolo italiano                  | Prima TV USA     | Prima TV Italia  |
| -- | ------------------------- | -------------------------------- | ---------------- | ---------------- |
| 1  | Secession                 | Secessione                       | 17 ottobre 2021  | 29 novembre 2021 |
| 2  | Mass in Time of War       | Missa in tempore belli           | 24 ottobre 2021  | 29 novembre 2021 |
| 3  | The Disruption            | La perturbazione                 | 31 ottobre 2021  | 6 dicembre 2021  |
| 4  | Lion in the Meadow        | Leone nel pascolo                | 7 novembre 2021  | 6 dicembre 2021  |
| 5  | Retired Janitors of Idaho | I bidelli in pensione dell'Idaho | 14 novembre 2021 | 13 dicembre 2021 |
| 6  | What It Takes             | Quel che ci vuole                | 21 novembre 2021 | 13 dicembre 2021 |
| 7  | Too Much Birthday         | Un compleanno intenso            | 28 novembre 2021 | 20 dicembre 2021 |
| 8  | Chiantishire              | Chiantishire                     | 5 dicembre 2021  | 20 dicembre 2021 |
| 9  | All the Bells Say         | Un accordo segreto               | 12 dicembre 2021 | 20 dicembre 2021 |

## Secessione
- Titolo originale: Secession
- Diretto da: Mark Mylod
- Scritto da: Jesse Armstrong

### Trama
Dopo aver pubblicamente accusato suo padre di essere responsabile dell'insabbiamento degli storici abusi sessuali avvenuti sulle navi da crociera della Waystar RoyCo, un Kendall fuori di sé parte con Greg e Karolina per mobilitare il supporto per la sua fazione in vista dell'assemblea degli azionisti. In macchina, Karolina avverte Kendall che si è esposto sia lui che l'azienda a azioni legali; quando lei si rifiuta di schierarsi con lui, Kendall la caccia dal veicolo, lasciandola in balia dei giornalisti. Sulla strada per gli uffici della Waystar, Kendall scopre che il suo Nulla osta di sicurezza di sicurezza è stata revocata, e così decide di stabilire le sue operazioni nell'appartamento della sua ex moglie Rava. Lì, incontra la principale stratega di pubbliche relazioni Berry Schneider e la sua assistente Comfry, dopo averle assunte per aiutarlo a gestire la sua immagine pubblica.
In Europa, Logan e il resto dei suoi figli e della sua alta dirigenza vengono portati dal loro yacht a un aeroporto per elaborare una strategia. Logan chiama Kendall e gli dà una sola possibilità per ritrattare la sua dichiarazione; quando Kendall si rifiuta, Logan decide di raccogliere il sostegno dei suoi alleati contro suo figlio, incluso il Presidente degli Stati Uniti. Gerri tenta di contattare la Casa Bianca, ma viene informata da un alto funzionario che il DOJ non può permettersi di fare favori alla Waystar. Logan decide di dividere il suo cerchio ristretto in due campi: lui, Tom, Karl, Frank e Hugo partono per Sarajevo (che non ha un trattato di estradizione con gli Stati Uniti) mentre Roman, Gerri e Shiv vengono rispediti a New York.
Sull'aereo, Logan afferma che intende temporaneamente dimettersi da CEO e chiede opinioni su chi tra Shiv, Roman e Gerri sarebbe una figura di spicco adatta. Tom chiama discretamente Shiv per informarla dell'incontro e le fa confermare che è ancora interessata a guidare l'azienda. Shiv scopre presto che anche Roman e Gerri sono stati informati dei piani di Logan. Kendall, nel frattempo, chiama la maggior parte dei dirigenti della Waystar, sperando di convincere più membri a schierarsi dalla sua parte; Frank ascolta la sua offerta di un posto con impassibilità, mentre Shiv gli riattacca il telefono.
Logan e la sua squadra arrivano in un hotel vicino all'aeroporto di Sarajevo. Roman chiama Logan in un tentativo di promuoversi come CEO, sostenendo anche Gerri se non avesse successo. Logan risponde immediatamente dicendo alla sua squadra che Roman non sarà promosso.
A New York, Shiv incontra Lisa Arthur, un'avvocata di alto profilo e amica personale, con il pretesto di assumerla per rappresentare la Waystar (cosa che Lisa ha già rifiutato). Shiv confida a Lisa le sue contrastanti lealtà tra Logan, Kendall e le sue ambizioni personali, e chiede a Lisa di fare da consulente legale; quando Lisa si rifiuta, Shiv capisce che Kendall l'ha già contattata e se ne va furiosa. Sulla strada per la Waystar, Shiv riceve una chiamata da Roman che la informa che Gerri è stata nominata CEO ad interim della Waystar, apparentemente a causa del fallimento di Shiv nell'assicurarsi i servizi di Lisa. Shiv decide di cambiare programma e devia il suo veicolo.
Lisa incontra Kendall nell'appartamento di Rava per ricevere informazioni sul suo caso, prima di essere formalmente assunta come sua avvocato. Naomi Pierce arriva all'incirca nello stesso momento, creando tensioni con Rava. Kendall chiama in seguito la parte di Logan per informarli che ha assunto Lisa; in risposta, Logan fa assumere alla sua squadra l'avvocato rivale Layo Upton, optando per un approccio aggressivo contro Kendall.

## Missa in tempore belli
- Titolo originale: Mass in Time of War
- Diretto da: Mark Mylod
- Scritto da: Jesse Armstrong

### Trama
Greg confida a Kendall il suo timore per le ramificazioni legali dell'esposizione dei documenti delle crociere. Kendall lo rassicura che non sarà coinvolto. Greg riceve quindi una telefonata minacciosa da Tom che gli chiede dove siano i documenti; Greg finge di non sapere nulla ma riferisce che Shiv è arrivata per incontrare Kendall. Tom decide di non rivelarlo a Logan, che sta diventando sempre più paranoico e chiede di conoscere il luogo in cui si trova ognuno.
Shiv e Roman arrivano successivamente all'appartamento di Rava per incontrarlo. Kendall si prende una pausa per incontrare Lisa al piano di sopra; lei lo avverte che devono prepararsi a un imminente Sub poena e chiede di esaminare tutte le copie che ha dei documenti aziendali. I fratelli vanno nella camera da letto della figlia di Kendall per parlare in privato, dove si unisce loro Connor; Kendall cita sia la declinante rilevanza culturale della Waystar che la storica complicità dell'azienda negli abusi sessuali come argomenti a suo favore, ma i suoi fratelli rimangono scettici.
Kendall si scusa per incontrare Stewy e Sandi Furness (la figlia di Sandy) in un'auto fuori. Sandi mette suo padre al telefono; Kendall propone ai tre di sostenerlo, sostenendo che Logan li avrebbe messi da parte nonostante offrisse loro posti nel consiglio di amministrazione e suggerendo che insieme possano evitare un voto degli azionisti contestato.
Nel soggiorno di Rava, Shiv, Roman e Connor concordano tutti sul fatto che il loro sostegno a Kendall garantirebbe la caduta di Logan. Kendall torna dal suo incontro con Stewy e Sandi e riferisce che hanno accettato di ritirarsi dal voto per procura e di raggiungere un accordo con la parte di Kendall. Shiv esprime preoccupazione per il vuoto di potere lasciato dalla rimozione di Logan, che metterebbe a repentaglio le possibilità della famiglia di mantenere il controllo della società al prossimo voto degli azionisti; Kendall propone di diventare CEO, provocando un immediato disaccordo da parte degli altri.
Shiv e Roman vanno separatamente sul tetto per telefonare rispettivamente a Tom e Gerri, e entrambi riferiscono la proposta di Kendall. Shiv ammette a Tom che la sua inesperienza in azienda mette in discussione la sua possibilità di diventare CEO. Gerri suggerisce a Roman che lui e tutti i suoi fratelli rischiano di perdere votando Logan fuori dall'azienda, avvertendo che la famiglia potrebbe non avere il controllo su chi sceglie un successore. Tornati al piano di sotto, i fratelli sono sconvolti nel trovare una scatola di ciambelle consegnata loro da Logan, a indicare che sa che stanno incontrando Kendall. Connor, Shiv e Roman decidono tutti di ritirarsi dall'offerta di Kendall e di rimanere allineati con Logan. Kendall si infuria e si scaglia contro ciascuno dei suoi fratelli mentre se ne vanno.
Confuso sul fatto di rivolgersi a Kendall o alla Waystar per consulenza legale, Greg va a incontrare Ewan, che assume il suo avvocato personale Roger Pugh per rappresentare Greg. Pugh, che ha tendenze anticapitaliste, lascia intendere che lui ed Ewan vogliono sfruttare la posizione privilegiata di Greg alla Waystar a proprio vantaggio.
Nel frattempo, Logan fa volare Marcia a Sarajevo, dopo che il suo team legale ha consigliato ai due di apparire pubblicamente riconciliati. Marcia, sentendosi tradita e umiliata per la relazione di Logan con Rhea, pone diverse richieste all'azienda per garantire la sua cooperazione: vale a dire, la sua funzione nel trust familiare finalizzata, la sicurezza del lavoro per suo figlio, un risarcimento finanziario per sua figlia e notevoli miglioramenti alla sua posizione finanziaria.
Logan decide di tornare a New York per mantenere l'unità familiare e atterra la mattina seguente. In macchina, offre a Shiv il titolo di Presidente della Waystar. Shiv ritiene che la posizione sia insignificante, ma Logan dice che sarà i suoi "occhi e le sue orecchie" all'interno dell'azienda, assicurandole di essere completamente protetta legalmente mentre Gerri è CEO ad interim.

## La perturbazione
- Titolo originale: The Disruption
- Diretto da: Cathy Yan
- Scritto da: Ted Cohen e Georgia Pritchett

### Trama
Kendall diventa sempre più ossessionato dalla sua immagine pubblica, rilasciando varie interviste alla stampa e monitorando con attenzione la sua presenza sui social media. Logan e la Waystar pianificano la propria strategia di pubbliche relazioni, con Hugo e Karolina che gestiscono i reclami dei dipendenti per un imminente evento in città e Roman che rilascia un'intervista lodando le capacità genitoriali di Logan. Logan si rifiuta di cooperare con l'indagine in corso del Dipartimento di Giustizia sull'azienda, nonostante Gerri affermi che dovrebbero cooperare per evitare danni all'immagine della Waystar.
Kendall tiene un discorso a una cena di beneficenza, a cui partecipa Shiv (ora Presidente delle Operazioni Domestiche di Waystar) per conto di Logan. Kendall si scusa con Shiv per lo scoppio di rabbia nell'appartamento di Rava, ma si rifiuta di ritirarsi dalla sua campagna mediatica. In un after-party, Kendall e i suoi collaboratori guardano un segmento appena andato in onda di The Disruption, un talk show notturno il cui conduttore Sophie Iwobi lo denigra frequentemente. Kendall decide di fare un'apparizione nello show.
Shiv incontra Logan nel suo appartamento dopo il gala. Logan afferma in modo poco convincente che nulla nei documenti delle crociere rubate lo incrimina per gravi reati e che stava solo proteggendo i suoi figli, ma Shiv avverte che le forze dell'ordine hanno il potere di implicarlo nell'insabbiamento. Torna a casa per trovare un Tom ubriaco, che le comunica che i suoi avvocati ritengono che probabilmente passerà del tempo in prigione. Tom suggerisce di offrirsi volontario a Logan come candidato all'incarcerazione, cosa che Shiv concorda potrebbe avere un vantaggio tattico. Tom propone l'idea a Logan il giorno successivo durante la registrazione di un'intervista di ATN con l'assistente della Casa Bianca Michelle-Anne Vanderhoven. Logan assicura a Tom che non dovrà affrontare conseguenze così terribili, ma apprezza il gesto. Tom contatta privatamente un avvocato.
Logan intercetta Michelle-Anne dopo l'intervista e chiede garanzie sul fatto che il suo rifiuto di cooperare con l'indagine del DOJ non avrà ripercussioni politiche, ma Michelle-Anne avverte che lo stretto rapporto di Logan con il Presidente potrebbe rivelarsi problematico. Accetta di negoziare con il Presidente se Logan modera la copertura della Casa Bianca di ATN. Nel frattempo, Kendall sfida il consiglio di Lisa e decide di irrompere negli uffici della Waystar nonostante il suo Nulla osta di sicurezza sia stato revocato; Logan chiede che Kendall venga licenziato e ordina alla sua sicurezza di tenerlo lontano da lui, ma Gerri avverte che licenziare Kendall avrebbe un riflesso negativo sull'azienda. Tom saluta Kendall al piano esecutivo e Kendall gli offre di unirsi alla sua parte.
Logan, Shiv, Roman e gli altri decidono di ignorare Kendall e di procedere all'evento in città della Waystar, che Shiv sta ospitando. Tuttavia, Kendall sabota l'evento facendo acquistare ai suoi assistenti degli altoparlanti e facendo esplodere "Rape Me" dei Nirvana a tutto volume nel bel mezzo del discorso di Shiv. Un'irata Shiv redige una lettera aperta attaccando Kendall e chiede a Roman e Connor di firmarla, ma entrambi obiettano per disagio per i dettagli personali che Shiv ha scelto di includere nella dichiarazione, come l'abuso di sostanze di Kendall e le relazioni fallite. Shiv decide di pubblicare la lettera da sola.
Kendall si prepara a fare un'apparizione su The Disruption, ma scopre nel backstage che la lettera di Shiv è stata pubblicata online. Negozia senza successo con il produttore dello show per omettere la menzione della lettera dalla sua intervista e decide di ritirarsi dalla sua apparizione 15 minuti prima della trasmissione. Profondamente scosso dal contenuto della lettera, Kendall si nasconde in una sala server mentre va in onda il segmento di Iwobi. Nel frattempo, Gerri informa Logan che l'FBI è arrivata a perquisire gli uffici della Waystar, con i suoi tentativi di ottenere favori dal Presidente attraverso Michelle-Anne che probabilmente hanno fatto scattare il DOJ; Logan è costretto a cooperare. Shiv e Kendall guardano separatamente le trasmissioni in diretta che danno la notizia della perquisizione dell'FBI.

## Leone nel pascolo
- Titolo originale: Lion in the Meadow
- Diretto da: Shari Springer Berman e Robert Pulcini
- Scritto da: Jon Brown

### Trama
Quattro giorni prima dell'assemblea annuale degli azionisti, Kendall viene informato dal management senior della Waystar che l'investitore Josh Aaronson, che possiede il 4% delle azioni della società, sta perdendo fiducia nella sua leadership a seguito della faida familiare e dell'indagine del DOJ, e potrebbe unirsi a Sandy e Stewy. Josh richiede che Kendall e Logan lo incontrino congiuntamente; Kendall inizialmente rifiuta, ma viene convinto da Frank, ignaro che Logan stia ascoltando.
Logan ha ordinato a Shiv di rendere ATN più critica nella sua copertura dell'amministrazione presidenziale, nella speranza di spingere la Casa Bianca a concedergli finalmente favori legali e politici. Shiv trasmette l'ordine a Tom, che è diventato morbosamente fissato sulla possibilità di scontare una pena detentiva e si sente evirato nel ricevere ordini da sua moglie. Shiv incontra quindi Connor, che ha deciso di rimandare la sua campagna presidenziale di quattro anni e sta cercando un ruolo in azienda nel frattempo per migliorare la sua credibilità percepita.
Nel frattempo, Logan presenta a Greg un accordo di difesa congiunta con la Waystar, offrendogli di utilizzare la sua attuale influenza per negoziare una posizione migliore in azienda. Tom visita Greg nel suo ufficio per pressarlo a schierarsi con l'azienda, ma scopre che Greg ha già accettato di firmare l'accordo con Logan e ora sta cercando una posizione dirigenziale al dipartimento dei parchi.
Nel tentativo di screditare Kendall, Roman rintraccia un uomo precedentemente senzatetto che lui e Kendall avevano convinto a tatuarsi le iniziali di Kendall sulla fronte anni prima, ma scopre che l'uomo si è fatto rimuovere il tatuaggio. Roman e Hugo raggiungono un accordo di 1 milione di dollari con l'uomo per ottenere le foto del tatuaggio, ma Gerri dissuade Roman dal pubblicizzare le foto, dato che anche lui era coinvolto nell'incidente.
Kendall e Logan volano separatamente alla residenza privata sull'isola di Josh. Entrambi rimangono pensierosi e distaccati; Josh decide che i tre facciano una passeggiata nella proprietà circostante. Josh li informa che la loro faida familiare gli è già costata 350 milioni di dollari, circa il 10% delle sue partecipazioni. Tenta di dissuadere Kendall dalla sua campagna di denuncia, sostenendo che l'unità padre-figlio ripristinerebbe la stabilità aziendale e alleggerirebbe gli azionisti, ma Kendall diventa paranoico che Josh e Logan stiano tentando di sabotarlo.
Giunti sulla costa, Logan chiama Shiv avvertendola di non oltrepassare i limiti dopo aver saputo da Karl che è diventata troppo assertiva nella sua posizione in azienda. Shiv, temendo di essere indebolita, decide di affrontare personalmente il conduttore di ATN Mark Ravenhead dopo che questi ha rifiutato la richiesta di Tom di cambiare la sua posizione editoriale sul Presidente, e lo costringe ad adeguarsi agli ordini di Logan.
Kendall e Logan si siedono a pranzo con Josh, che chiede se la frattura familiare possa essere rimarginata in tempo; Logan lo rassicura che può, tenendo un discorso in cui elogia Kendall e suggerendo persino che sia un degno successore. Tuttavia, sulla strada del ritorno a casa, Logan e Kendall si scambiano minacce, con il primo che rivela il cambio di alleanza di Greg e lascia intendere che Kendall non guiderà mai la Waystar. Logan inizia a soffrire gli effetti dell'esaurimento da calore, ma tenta di proseguire, rifiutandosi di essere visto in uno stato di debolezza davanti a Josh. Kendall trascura di aiutarlo fino a quando Logan crolla, costringendo Kendall e Josh ad aiutarlo a rialzarsi. Kendall tenta di continuare a negoziare con Josh, ma Josh gli chiede di concentrarsi sul benessere di suo padre.
Sul suo jet privato, Logan riceve una furiosa telefonata dal Presidente per la copertura critica di ATN, che Logan promette di moderare se l'indagine del DOJ su Waystar viene attenuata. Kendall riceve una telefonata da Roman che lo informa che Josh ha perso fiducia nella leadership della Waystar dopo aver assistito personalmente alla relazione fratturata tra Kendall e Logan. Pochi istanti dopo, Kendall vede Stewy arrivare in elicottero per salutare Josh.

## I bidelli in pensione dell'Idaho
- Titolo originale: Retired Janitors of Idaho
- Diretto da: Kevin Bray
- Scritto da: Tony Roche e Susan Soon He Stanton

### Trama
Un Logan malato arriva all'assemblea annuale degli azionisti della Waystar RoyCo, dove sia la sua che la fazione di Kendall stanno tentando di raggiungere un accordo con Sandy e Stewy, consapevoli che se la questione della proprietà fosse lasciata a un voto (come desiderava Logan), i Roy perderebbero quasi certamente il controllo della società. Optano per rinviare il voto fino a quando non si possa raggiungere un accordo soddisfacente. Frank viene incaricato di tenere un lungo discorso agli azionisti nel frattempo.
Kendall convince Stewy a continuare a negoziare con la Waystar. Gerri, Shiv, Roman e Karl incontrano Stewy, Sandi e Sandy (la cui malattia lo ha costretto su una sedia a rotelle e lo ha reso quasi incapace di parlare, con la figlia che negozia per suo conto). Sorge una controversia sulla richiesta di Sandy di avere il potere di veto su qualsiasi membro della famiglia Roy nominato CEO, che la parte dei Roy sa essere progettata per umiliare Logan. Gerri convince Sandi e Stewy a riconsiderare i termini ancora una volta.
Connor si avvicina a Logan con la richiesta di essere nominato a capo di una delle divisioni europee di cavi della Waystar. Logan, che fatica a parlare e ha bisogno di urinare ripetutamente, non risponde in modo conclusivo ed esprime dispiacere per dover navigare intorno ai termini di Sandy sull'accordo. Kendall, nel frattempo, avverte Greg che potrebbe consegnarlo al Dipartimento della giustizia degli Stati Uniti d'America a meno che Greg non rinneghi l'accordo di difesa congiunta che ha firmato con la Waystar. Greg tenta di negoziare con Ewan e Pugh, ma Ewan, disgustato dalla fedeltà duratura del nipote all'azienda di Logan, lo informa che sta donando l'intera sua eredità a Greenpeace, privando effettivamente Greg di un'eredità.
Sandi chiama Gerri per trasmettere una richiesta alternativa: limitare l'uso dei jet privati da parte dei Roy, che la famiglia deride allo stesso modo. Logan ordina di rifiutare i termini, lasciando la proprietà della società al voto degli azionisti. Logan fa accompagnare da Tom in bagno e ha difficoltà a urinare; Shiv apprende dall'assistente di Logan, Kerry, che Logan ha un'Infezione delle vie urinarie che ha ordinato di mantenere segreta. Gli altri si rendono conto che Logan ha dimenticato di prendere i suoi farmaci e notano che diventa sempre più incoerente e ha bisogno di cure mediche. Kendall irrompe, dopo aver ricevuto notizia del voto, e chiede con rabbia di rinegoziare l'accordo.
Gerri subentra a Frank nel tenere discorsi agli azionisti. Un Logan incosciente viene segregato in un'altra stanza per essere curato dal suo medico personale, rendendolo così incapace di apparire sul palco. Shiv opta per rinegoziare l'accordo con Sandi e Stewy senza l'input di Logan. Il Presidente chiama improvvisamente chiedendo Logan; Roman prende la chiamata al posto di suo padre e scopre che il Presidente non cercherà un secondo mandato, in gran parte a causa delle reazioni negative degli attacchi di ATN alle sue facoltà mentali (che lo stesso Logan aveva ordinato nella speranza che l'indagine del DOJ sarebbe stata rilassata).
Shiv incontra Sandi privatamente; i due concordano su un posto in più nel consiglio di amministrazione per entrambe le fazioni, ciascuno dei quali potrebbe potenzialmente andare a una delle due donne. Shiv chiama Tom e gli fa trasmettere i termini finali dell'accordo al resto del management senior della società, che accetta di firmare l'accordo senza l'approvazione finale di Logan. Mentre festeggia, Shiv è infastidita quando Tom lascia sfuggire che ha monitorato la sua fertilità nella speranza di metterla incinta prima di andare in prigione.
Gerri porta Karl sul palco per annunciare l'accordo agli azionisti soddisfatti. Tuttavia, Kendall, consapevole dell'accordo ma indignato per essere stato escluso dai riflettori, interrompe il discorso di Karl e rilascia una dichiarazione improvvisata esprimendo sostegno alle vittime dello scandalo delle crociere, frustrando il pubblico e confondendo il resto del management aziendale. Greg informa Tom che intende citare in giudizio Greenpeace come espediente per recuperare l'eredità dal nonno. Logan avverte Gerri che la decisione del Presidente di non cercare la rielezione mette a repentaglio la sopravvivenza politica e legale della Waystar. Resta scontento di Shiv per aver accettato i termini di Sandy.
Mentre esamina le reazioni al suo stunt sul palco con il suo team di pubbliche relazioni, Kendall viene informato che Logan richiede un incontro con lui, ma all'arrivo scopre che Logan è già partito e si rende conto che suo padre lo ha snobbato. Tenta di chiamare Logan, ma Logan ha bloccato definitivamente il numero di telefono di Kendall.

## Quel che ci vuole
- Titolo originale: What It Takes
- Diretto da: Andrij Parekh
- Scritto da: Will Tracy

### Trama
Kendall si prepara a presentare al Dipartimento della giustizia degli Stati Uniti d'America la documentazione che ha recuperato sullo scandalo delle crociere. Lisa lo avverte che i documenti potrebbero non essere sufficienti dal punto di vista legale per costruire un caso vincente contro la Waystar, ma Kendall si rifiuta di ascoltare.
Nel frattempo, il resto dei Roy partecipa al Future Freedom Summit, un evento di donatori politici conservatori a Richmond, in Virginia, alla ricerca di un candidato presidenziale valido nelle prossime elezioni alla luce della decisione dell'attuale Presidente degli Stati Uniti d'America di dimettersi. Logan cerca principalmente un candidato che mitigherà l'indagine del DOJ sullo scandalo delle crociere e aiuterà la Waystar a sopravvivere contro le GAFAM. Lui e l'establishment repubblicano tendono verso Dave Boyer, il Vicepresidente degli Stati Uniti d'America in carica.
Alla convention, Roman rimane sorpreso nell'apprendere da un partecipante che sua madre Caroline sta sposando il CEO britannico Peter Munion, e che la famiglia è stata invitata al loro matrimonio in Toscana; lui e Shiv chiamano Kendall per informarlo della notizia. Connor utilizza l'evento come opportunità per promuovere la propria candidatura presidenziale. Roman viene avvicinato dal partecipante del Congresso degli Stati Uniti Jeryd Mencken, un controverso provocatore online di destra.
Tarda notte, Tom, che si è rassegnato al destino dell'incarcerazione e riceve poco sostegno da Shiv, porta un altrettanto paranoico Greg in un vicino diner per condividere le loro ansie per il loro comune pericolo legale. Tom accetta di assumersi la responsabilità del ruolo di Greg nella copertura dello scandalo delle crociere.
Il giorno successivo, la testimonianza di Kendall al DOJ va male; esprime frustrazione per aver dovuto cooperare con le autorità federali, che Logan ha cercato di ostacolare, invece di adottare un approccio aggressivo contro l'azienda. Lisa, perdendo la pazienza con Kendall, gli comunica bruscamente che si è comportato male durante la testimonianza e che il suo caso contro suo padre si sta indebolendo. Kendall in seguito decide di licenziare Lisa e cerca una nuova rappresentanza legale.
Shiv viene avvicinata alla convention dal Congresso Rick Salgado, un tradizionalista che suggerisce che come presidente, possa aprire la strada a Shiv per diventare CEO della Waystar. Durante la cena dei candidati, Boyer e Salgado entrano in conflitto con Mencken, che Shiv detesta per le sue tendenze fasciste, sebbene Mencken attiri l'attenzione per essere l'unico candidato a respingere ATN come politicamente irrilevante.
Logan riunisce la sua famiglia nella sua suite per raccogliere opinioni sui candidati. Shiv sostiene Salgado mentre Roman prende in simpatia Mencken; la preoccupazione di Shiv per l'agenda fascista di Mencken viene ignorata. Connor si fa avanti come candidato, anche se l'idea viene rapidamente respinta. Boyer viene escluso dopo che Logan lo ha giudicato debole e inefficace.
Tom riceve una chiamata da Kendall, che è arrivato in Virginia, per incontrarlo privatamente al vicino diner. Kendall suggerisce che Tom possa evitare l'incarcerazione se testimonia contro Logan, ma Tom rifiuta, dicendo a Kendall che lo ha visto fallire troppe volte contro suo padre per crederci ora. Kendall scatta una foto di Tom mentre se ne va da usare come potenziale Estorsione.
Roman incontra Mencken nel bagno della suite di Logan per comprendere la sua filosofia politica e si rende conto che le opinioni estreme e la retorica nazionalista di Mencken possono aumentare significativamente l'audience di ATN. Mencken accetta di accettare il sostegno della Waystar. Nella suite, Roman suggerisce a Logan che la candidatura di Mencken farà guadagnare ad ATN le entrate pubblicitarie di cui Waystar ha bisogno per respingere le Big Tech e acquisire il gigante dello streaming GoJo. Logan è convinto e decide di sostenere Mencken nonostante le proteste di Shiv. La mattina seguente, Shiv partecipa con riluttanza a un servizio fotografico di famiglia con Mencken per ordine di Logan.

## Un compleanno intenso
- Titolo originale: Too Much Birthday
- Diretto da: Lorene Scafaria
- Scritto da: Georgia Pritchett e Tony Roche

### Trama
L'azienda riceve la notizia che l'indagine del Dipartimento di Giustizia si sta indebolendo e probabilmente si concluderà con un accordo. Tom è profondamente sollevato di evitare il carcere. Logan, che sta cercando di acquisire il gigante dello streaming GoJo, scopre che il suo CEO, Lukas Matsson, ha rifiutato di incontrarlo personalmente. Shiv e Roman partecipano alla sfarzosa festa per il 40° compleanno di Kendall per negoziare con Matsson, che è presente. Roman consegna a Kendall il suo e il regalo di Logan: un'offerta per acquistare le sue azioni in Waystar per 2 miliardi di dollari. Shiv si arrabbia quando scopre di essere stata esclusa come beneficiaria. Roman incontra Matsson da solo e gli propone che Waystar acquisisca GoJo senza che Matsson debba mai riferire direttamente a Logan; Matsson esprime un interesse cauto. Kendall, ferito dall'offerta di acquisto e imbarazzato dall'eccesso vuoto della festa, ha un crollo emotivo mentre cerca il regalo per i suoi figli e chiede a Naomi di riportarlo a casa.

## Chiantishire
- Titolo originale: Chiantishire
- Diretto da: Mark Mylod
- Scritto da: Jesse Armstrong

### Trama
In una riunione del consiglio di amministrazione della Waystar, Stewy e Sandi vengono aggiornati sui piani dell'azienda per acquisire GoJo. Successivamente, i Roy partono per la Toscana per partecipare al matrimonio di Caroline con Peter Munion, che Roman scopre ha una scia di matrimoni falliti e imprese fallite alle spalle, e probabilmente sta usando il matrimonio per avvicinarsi alla Waystar. Caroline, tuttavia, respinge le sue preoccupazioni. Connor propone a una apprensiva Willa davanti agli altri ospiti del matrimonio, sperando di distrarre la stampa dall'indagare sul suo passato come Lavoratore sessuale. Roman, geloso della relazione di Gerri con un ex avvocato del Dipartimento della giustizia degli Stati Uniti d'America, viene invitato da Gerri a smettere di inviarle foto non richieste del suo pene.
Un auto-giustificato Kendall chiede un incontro con Logan a cena, dove chiede di prendere i 2 miliardi di dollari di buyout offerti da Logan per il suo compleanno per disaccoppiarsi definitivamente dall'"impero" "malvagio" e "corrotto" di suo padre. Logan rifiuta freddamente e respinge l'idea di essere una cattiva persona, invocando la morte del cameriere[a] per sostenere che è stato lui a correggere ogni errore di Kendall e lo rimprovera per la sua ipocrisia per aver criticato la sua attività mentre ne ha beneficiato per tutta la vita.
Durante una serata di addio al nubilato a Cortona, Caroline ammette a Shiv di non aver mai voluto figli e incoraggia Shiv a non averne a sua volta. Per malizia, Shiv a sua volta chiede di avere un figlio con Tom, ma gli dice apertamente durante il sesso che non lo ama e che il loro matrimonio è intrinsecamente unilaterale. Il giorno successivo, Shiv fa passare i suoi commenti come dei Preliminari sessuali e discute con Tom l'opzione di Crioconservazione degli embrioni per garantire la sopravvivenza della sua Discendenza in caso di divorzio o morte. Un perplesso Tom desidera semplicemente concepire un figlio con lei nel breve termine.
Il prezzo delle azioni di GoJo sale alle stelle dopo che Lukas Matsson invia tweet che insinuano che sta per ricevere importanti finanziamenti, con grande preoccupazione della Waystar. Roman incontra Matsson nella sua villa sul Lago Maggiore e scopre che Matsson è interessato a una fusione paritetica con Waystar piuttosto che a un'acquisizione.
Logan, Roman, Shiv, Tom e Gerri si recano a Milano per incontrare i banchieri di GoJo. Roman riferisce a Logan l'interesse di Matsson per una fusione, che Logan accetta e applaude suo figlio per il suo pensiero acuto. Tuttavia, l'incontro viene deragliato quando Roman invia accidentalmente una foto del suo pene a Logan invece che a Gerri. Logan affronta Roman per le sue propensioni sessuali e pensa di licenziare Gerri per evitare ripercussioni, cosa che Roman sconsiglia. Shiv, sperando di minare Roman, suggerisce a Gerri di sporgere formalmente denuncia per molestie sessuali nei suoi confronti, ma Gerri si rifiuta di farlo.
Nel frattempo, Kendall, ubriaco, giace a faccia in giù su un materassino gonfiabile in piscina e lascia che la testa affondi nell'acqua.

## Un accordo segreto
- Titolo originale: All the Bells Say
- Diretto da: Mark Mylod
- Scritto da: Jesse Armstrong

### Trama
Kendall si sta riprendendo dopo essere quasi annegato in piscina. Gerri riferisce che, a causa delle pesanti multe del Dipartimento della giustizia degli Stati Uniti d'America e della manipolazione del mercato da parte di Lukas Matsson, la Capitalizzazione azionaria di GoJo ha superato quella di Waystar. Logan e Roman si recano nella villa di Matsson per incontrarlo di persona; Matsson propone di invertire l'accordo, con GoJo che acquista Waystar e Matsson come CEO, mentre Logan esce con un accordo e mantiene il controllo di asset chiave. Logan rifiuta, ma resta a negoziare ulteriormente mentre Roman torna al matrimonio.
In Toscana, Roman, Shiv e Connor si siedono per un intervento con Kendall, credendo che il suo quasi annegamento sia stato un tentativo di suicidio, ma Kendall respinge le loro preoccupazioni, insistendo che si è trattato di un incidente. Sapendo dei piani di Logan per una fusione con GoJo, che potrebbe mettere a repentaglio la sua campagna presidenziale, e sentendo Kendall riferirsi a se stesso come "figlio maggiore" di Logan, Connor si scaglia contro i suoi fratelli per averlo costantemente snobbato. Sentendo i problemi di Connor, Willa accetta la sua proposta di matrimonio. Karl e Frank arrivano in Italia per aiutare Logan con l'accordo GoJo. Greg corteggia una contessa italiana che Roman ha portato con sé come accompagnatrice al matrimonio.
Durante il ricevimento di nozze, Roman, notando comportamenti strani in Gerri, Kerry e altri in mezzo a evidenti preoccupazioni per l'accordo GoJo, racconta a un'arrabbiata Shiv della proposta di Matsson di acquistare Waystar. Sospettando che Logan possa vendere la compagnia dopo tutto, i due informano Kendall, rendendosi conto che dare a Matsson il controllo del consiglio di amministrazione della compagnia mette gravemente a repentaglio le loro prospettive di diventare mai CEO. Kendall, sopraffatto, scoppia in lacrime per il suo fallimento sia come padre dei suoi figli che come denunciante contro l'azienda, e infine ammette il suo coinvolgimento nella morte del cameriere al matrimonio di Shiv. Shiv e Roman lo confortano e Roman suggerisce che Kendall non meriti di essere completamente incolpato per l'incidente.
I tre fratelli ricordano una clausola nell'accordo di divorzio tra Logan e Caroline che concedeva ai figli un voto su qualsiasi cambiamento nel controllo della società. Decidono di unirsi, formando un blocco di voto di maggioranza contro Logan. Sulla strada, Shiv riferisce i loro piani a Tom, che si rende conto che Shiv non ha considerato dove cadrà lui sotto questa alleanza. Tom accenna vagamente a Greg di grandi cambiamenti in arrivo alla Waystar e gli offre un "patto con il diavolo". Greg, sebbene riluttante all'inizio, accetta.
I figli arrivano alla villa di Logan per affrontare loro padre. Logan si rifiuta di fermare la vendita, insistendo sul fatto che è giunto il momento di vendere Waystar a una "seria operazione tecnologica" come GoJo. I tre resistono fermamente ai tentativi di Logan di dividerli; Logan sostiene che i fratelli che perdono il controllo della compagnia sarà un momento di insegnamento per loro ed esplode di rabbia quando Shiv menziona la clausola della maggioranza assoluta. Mette Caroline al telefono, rivelando che i due hanno rinegoziato il loro accordo di divorzio per privare i figli del loro potere di voto, lasciandoli effettivamente impotenti a fermare la vendita. Roman implora suo padre di riconsiderare, ma Logan dichiara che l'accordo è concluso perché alla fine funziona a suo favore. Roman chiede quindi a Gerri di opporsi a Logan e aiutare i fratelli a rimuoverlo, ma lei rifiuta, dichiarando che l'acquisto è nel suo migliore interesse finanziario. Tom arriva alla villa poco dopo e tenta di consolare Shiv, che capisce silenziosamente che Tom ha sabotato i fratelli informando Logan del loro piano.